# Giro del Belgio 1963
Il Giro del Belgio 1963, quarantasettesima edizione della corsa, si svolse in quattro tappe tra il 22 e il 25 aprile 1963, per un percorso totale di 831,5 km e fu vinto dall'olandese Peter Post.

## Tappe
| Tappa  | Data      | Percorso                                | km    | Vincitore di tappa | Leader cl. generale |
| ------ | --------- | --------------------------------------- | ----- | ------------------ | ------------------- |
| 1ª     | 22 maggio | Bruxelles > Ostenda                     | 199   | Noël Foré          |                     |
| 2ª     | 23 maggio | Ostenda > Agimont                       | 228   | Joseph Wouters     |                     |
| 3ª-1ª  | 24 maggio | Agimont > Namur                         | 190   | Jan Janssen        |                     |
| 3ª-2ª  | 24 maggio | Cittadella di Namur (Cron. individuale) | 2,5   | Frans De Mulder    |                     |
| 4ª     | 25 maggio | Namur > Bruxelles                       | 212   | Joseph Wouters     | Peter Post          |
| Totale | Totale    | Totale                                  | 831,5 |                    |                     |

## Dettagli delle tappe

### 1ª tappa
- 22 maggio: Bruxelles > Ostenda – 199 km

Risultati
| Pos. | Corridore     | Squadra | Tempo    |
| ---- | ------------- | ------- | -------- |
| 1    | Noël Foré     | Faema   | 4h42'37" |
| 2    | Benoni Beheyt | Wiel's  | s.t.     |
| 3    | Bernard Viot  | Peugeot | s.t.     |

### 2ª tappa
- 23 maggio: Ostenda > Agimont – 228 km

Risultati
| Pos. | Corridore      | Squadra        | Tempo    |
| ---- | -------------- | -------------- | -------- |
| 1    | Joseph Wouters | Solo           | 6h05'50" |
| 2    | Peter Post     | Dr. Mann-Labo  | s.t.     |
| 3    | Noël Foré      | Faema-Flandria | a 30"    |

### 3ª tappa-1ª semitappa
- 24 maggio: Agimont > Namur – 190 km

Risultati
| Pos. | Corridore     | Squadra       | Tempo    |
| ---- | ------------- | ------------- | -------- |
| 1    | Jan Janssen   | Pelforth      | 4h59'22" |
| 2    | Peter Post    | Dr. Mann-Labo | a 1"     |
| 3    | Henri De Wolf | Solo          | s.t.     |

### 3ª tappa-2ª semitappa
- 24 maggio: Cittadella di Namur – Cronometro individuale – 2,5 km

Risultati
| Pos. | Corridore            | Squadra       | Tempo |
| ---- | -------------------- | ------------- | ----- |
| 1    | Frans De Mulder      | Wiel's        | ?     |
| 2    | Willy Vanden Berghen | Mercier       | ?     |
| 3    | Peter Post           | Dr. Mann-Labo | ?     |

### 4ª tappa
- 25 maggio: Namur > Bruxelles – 212 km

Risultati
| Pos. | Corridore      | Squadra        | Tempo    |
| ---- | -------------- | -------------- | -------- |
| 1    | Joseph Wouters | Solo           | 5h48'03" |
| 2    | Noël Foré      | Flandria-Faema | s.t.     |
| 3    | Jan Janssen    | Pelforth       | s.t.     |

## Classifiche finali

### Classifica generale
| Pos. | Corridore            | Squadra  | Tempo     |
| ---- | -------------------- | -------- | --------- |
| 1    | Peter Post           | Dr. Mann | 21h40'28" |
| 2    | Huub Zilverberg      | G.B.C.   | a 1'11"   |
| 3    | Frans De Mulder      | Wiel's   | a 1'28"   |
| 4    | Henri De Wolf        | Solo     | a 1'36"   |
| 5    | Willy Vanden Berghen | Mercier  | a 1'46"   |
| 6    | Jozef Planckaert     | Faema    | a 1'47"   |
| 7    | Willy Leenaerts      | Dr. Mann | a 8'40"   |
| 8    | Jan Janssen          | Pelforth | a 11'33"  |
| 9    | Pino Cerami          | Peugeot  | a 12'25"  |
| 10   | Frans Brands         | Faema    | a 17'56"  |

### Classifica a punti
| Pos. | Corridore | Squadra | Tempo |
| ---- | --------- | ------- | ----- |
| 1    | Noël Foré | Faema   | ?     |

### Classifica a squadre
| Pos. | Squadra       | Tempo |
| ---- | ------------- | ----- |
| 1    | Dr. Mann-Labo | ?     |